# Rue Bosquet (Saint-Gilles)
Pour les articles homonymes, voir Rue Bosquet.
La rue Bosquet (en néerlandais : Bosquetstraat) est une rue bruxelloise de la commune de Saint-Gilles qui relie la chaussée de Charleroi à l'avenue de la Toison d'Or
en passant par la rue Dejoncker, la rue Capouillet, la rue Jean Stas, la rue de Suisse la rue d'Écosse et la rue Jourdan.
Elle tient son nom d'un échevin de la commune (1836-1843).

## Brève histoire
Orientée d'ouest en est, la rue Bosquet relie la chaussée de Charleroi à l'avenue de la Toison d'Or en croisant successivement les rues Capouillet, de Suisse, d'Écosse et Jourdan.
Dénommée en l'honneur d'un échevin de Saint-Gilles (1836-1843). Tracée suivant l'AR du 12.10.1844, l'actuelle rue Bosquet résulte de la transformation d'une vieille artère, le chemin de la Longue Haie, qui menait autrefois à Ixelles. Vers 1840, l'ancien chemin est aussi appelé rue de l'Église ; jusqu'en 1867, on envisageait en effet de construire une église sur l'actuelle place Stéphanie.

## Style architectural
La rue est dominée par de belles enfilades de maisons bourgeoises néoclassiques. Le style néoclassique (de la fin du XVIIIe siècle à 1914 environ) est un courant architectural mû par un idéal d’ordre et de symétrie, caractérisé par des élévations enduites et blanches, uniformisant l’image de la ville. Le style connaît une grande longévité, évoluant dans ses proportions et son ornementation au cours du temps., conçues entre 1875 et 1890 environ. La majorité d'entre elles se décline suivant une composition symétrique, avec balcon(s) en travée axiale. Çà et là, ces enfilades se brisent sur un bâtiment plus tardif, hôtel ou immeuble à appartements, édifié en remplacement de maisons anciennes et souvent de gabarit plus important. À noter que certaines maisons ont connu des bouleversements intérieurs ayant une incidence directe sur leur façade : des portes ont été supprimées à la suite de la réunion intérieure de certaines constructions.